# المربع 10

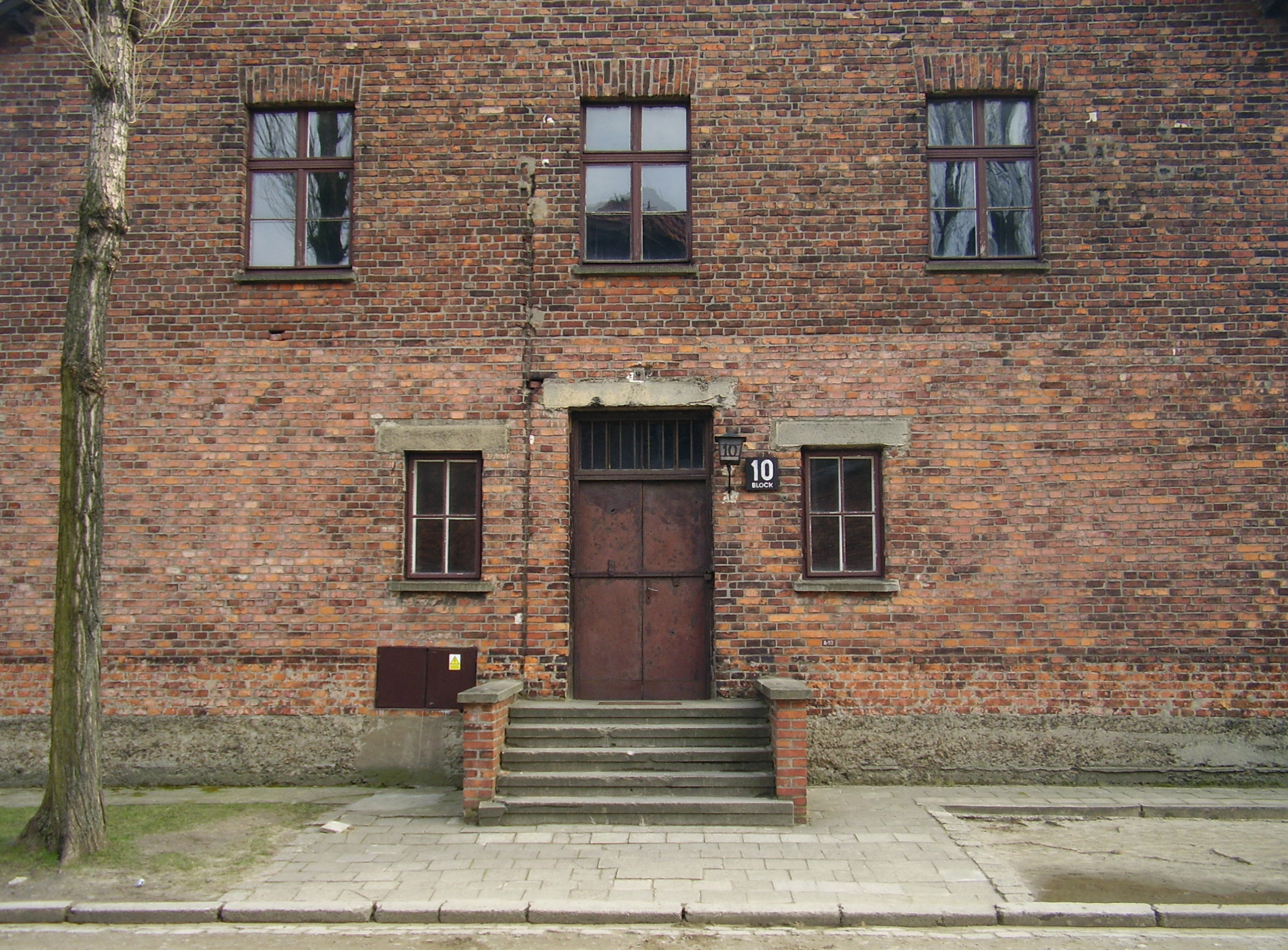
بلوك 10

بلوك 10 عبارة عن كتلة زنزانة في معسكر اعتقال أوشفيتز حيث تم استخدام النساء والرجال كمواد تجريبية للأطباء الألمان. تراوحت التجارب في المربع 10 من اختبار الجلد للتفاعل من المواد اللطيفة نسبياً إلى إعطاء حقن الفينول للقلب للتشريح الفوري.
على الرغم من أن Block 10 كان في معسكرات الرجال، إلا أن التجارب التي أجريت كانت في الغالب على النساء. لإرضاء السجناء «النخبة»، كان الألمان يؤويون البغايا في بلوك 10. الأطباء الرئيسيون الذين عملوا في المربع 10 هم كارل كلوبرج وهورست شومان وإدوارد ويرث وبرونو ويبر وأغسطس هيرت. كان لكل منهم طرق مختلفة في إجراء تجارب على النزلاء.
تم تصدير الضحايا في أوشفيتز أيضًا إلى أي مكان آخر حيث كانت هناك حاجة إلى مواد تجريبية. على سبيل المثال، تم نقل 20 طفلاً يهوديًا إلى معسكر الاعتقال في نوينجام في هامبورغ، حيث تم حقنهم بمصل السل الحديدي وتعرضوا لتجارب أخرى، ثم قُتلوا في مدرسة دام بولينهاوسر. [بحاجة لمصدر]

## الأطباء
- كارل كلوبر - ركز على التعقيم عن طريق الحقن. كانت طريقته هي حقن مادة كاوية في عنق الرحم لعرقلة قناة فالوب. كانت المواد التجريبية له نساء متزوجات تتراوح أعمارهن بين العشرين والأربعين ولديهن أطفال بالفعل. [بحاجة لمصدر] [ بحاجة لمصدر ][ بحاجة لمصدر ]
- هورست شومان - كان رعاياه من الرجال والنساء الأصحاء في أواخر سن المراهقة أو أوائل العشرينات، والذين حاول تعقيم الأشعة السينية. وضعت النساء بين اللوحات التي ضغطت على البطن وظهرهم. وضع القضيب والصفن للرجال على طبق خاص. وكانت الحروق الإشعاعية والأضرار المعوية نتيجة متكررة. [بحاجة لمصدر] [ بحاجة لمصدر ][ بحاجة لمصدر ]